# Pierre Larrivée
 (juin 2022).
La mise en forme du texte ne suit pas les recommandations de Wikipédia : il faut le « wikifier ».
Les points d'amélioration suivants sont les cas les plus fréquents. Le détail des points à revoir est peut-être précisé sur la page de discussion.
- Les titres sont pré-formatés par le logiciel. Ils ne sont ni en capitales, ni en gras.
- Le texte ne doit pas être écrit en capitales (les noms de famille non plus), ni en gras, ni en italique, ni en « petit »…
- Le gras n'est utilisé que pour surligner le titre de l'article dans l'introduction, une seule fois.
- L'italique est rarement utilisé : mots en langue étrangère, titres d'œuvres, noms de bateaux, etc.
- Les citations ne sont pas en italique mais en corps de texte normal. Elles sont entourées par des guillemets français : « et ».
- Les listes à puces sont à éviter, des paragraphes rédigés étant largement préférés. Les tableaux sont à réserver à la présentation de données structurées (résultats, etc.).
- Les appels de note de bas de page (petits chiffres en exposant, introduits par l'outil «  Source ») sont à placer entre la fin de phrase et le point final[comme ça].
- Les liens internes (vers d'autres articles de Wikipédia) sont à choisir avec parcimonie. Créez des liens vers des articles approfondissant le sujet. Les termes génériques sans rapport avec le sujet sont à éviter, ainsi que les répétitions de liens vers un même terme.
- Les liens externes sont à placer uniquement dans une section « Liens externes », à la fin de l'article. Ces liens sont à choisir avec parcimonie suivant les règles définies. Si un lien sert de source à l'article, son insertion dans le texte est à faire par les notes de bas de page.
- La présentation des références doit suivre les conventions bibliographiques. Il est recommandé d'utiliser les modèles {{Ouvrage}}, {{Chapitre}}, {{Article}}, {{Lien web}} et/ou {{Bibliographie}}. Le mode d'édition visuel peut mettre en forme automatiquement les références.
- Insérer une infobox (cadre d'informations à droite) n'est pas obligatoire pour parachever la mise en page.

Pour une aide détaillée, merci de consulter Aide:Wikification.
Si vous pensez que ces points ont été résolus, vous pouvez retirer ce bandeau et améliorer la mise en forme d'un autre article.
Pierre Larrivée, né le 5 juillet 1968 à Louiseville (Québec), est un enseignant-chercheur en linguistique canadien.
Sa recherche porte sur les facteurs contextuels faisant varier le sens des expressions grammaticales et sont responsables de l’évolution et du changement de la grammaire à travers le temps.

## Biographie
Pierre Larrivée soutient en 1998 une thèse de doctorat en linguistique sous la direction de Patrick J. Duffley à l'Université Laval (Québec), puis en 2002, son Habilitation sous le patronage de Georges Kleiber à l'université Marc Bloch (UMB) à Strasbourg.
Après avoir été en poste à l'université Aston (Royaume-Uni) de 1998 à 2011, il est depuis 2011 Professeur des Universités au département des Sciences du Langage à l'Université de Caen-Normandie et membre du laboratoire « Centre de recherches inter-langues sur la signification en contexte » (CRISCO). Il codirige le département de 2012 à 2014 et dirige le laboratoire de 2013 à 2017.
Pierre Larrivée a publié plusieurs ouvrages (5 monographies et 28 collectifs en 2022) et un grand nombre d’articles (135 en 2022). Il a en outre dirigé des projets de recherche financés par différents organismes (Région Normandie, ILF, Leverhulme Trust (en), ANR et DFG). Certains de ces projets aboutissent en la production et la mise en ligne de corpus interrogeables, par exemple le corpus CONDé qui compte plus de 4 millions de mots et réunit des textes légaux distribués sur une période de six siècles de coutumiers normands,.

## Distinctions
- 2017-2019 : Délégation CNRS au laboratoire « Interactions, Corpus, Apprentissages, Représentations » (ICAR).
- 2022-2027 : Membre senior de l'Institut universitaire de France[10],[11].

## Publications
(Liste de publications non exhaustive)

### Ouvrages
- L'association négative : depuis la syntaxe jusqu'à l'interprétation. Genève : Droz, 2004.
- Une histoire du sens : panorama de la sémantique linguistique depuis Bréal. Gramm-r. Bruxelles : Peter Lang, 2008.

En collaboration
- Patrick Duffley (d) (dir.), La portée des négations en français (Thèse de doctorat [Ph. D.]), Québec (Canada), Université Laval, 1998, 201 p., 21 × 29,7 cm (OCLC 1131236385, présentation en ligne).
- (en) Richard P. Ingham, The evolution of negation : Beyond the Jespersen Cycle. Berlin et New York : Mouton de Gruyter, 2011.
- (en) Chungmin Lee, Negation and polarity. Experimental perspectives. Cham : Springer, 2016.
- Florence Lefeuvre (dir.), Centre de Recherche Inter-Langues sur la Signification en Contexte (d) (CRISCO), La didactisation du français vernaculaire, Caen (Calvados), Presses universitaires de Caen, coll. « Bibliothèque de Syntaxe & sémantique  (ISSN 1635-1649) », 2020, 193 p., 24 cm (ISBN 978-2-84133-983-9, OCLC 1223319537, BNF 46646036, SUDOC 250652005, présentation en ligne).

### Articles
- « Quelques hypothèses sur les structures syntaxique et sémantique de Ce fripon de valet ». Revue québécoise de linguistique, 23,2, p. 101-113, 1994.
- « Enseignement, apprentissage et sémantique conceptuelle : le cas de l'accord du participe passé en français écrit », Actes des 12e Journées de linguistique, Québec (Canada), Université Laval / Centre international de recherche en aménagement linguistique (Ciral),‎ 1998, p. 59-65 (ISSN 1196-121X, lire en ligne  [PDF], consulté le 24 juillet 2025).
- « Représentation, topologie et sémantique linguistique ». Recherches sémiotiques, 19, 2-3, p. 179-192, 1999.
- « Représentations du sens lexical ». Langages no 172, 2008.
- (en) « Historical pragmatics, explicit activation and wh in situ in French ». Ingo Feldhausen, Martin Elsig, Imme Kuchenbrandt et Mareike Neuhaus (dirs), Romance Languages and Linguistic Theory 15. Selected papers from Going Romance 30, Frankfurt. Amsterdam : Benjamins. p. 113-130, 2019.
- (en) « Information Structure and syntactic change ». Numéro spécial de Glossa, 2020.
- (en) « The role of pragmatics in negation change ». Viviane Déprez et Maria Teresa Espinal (dirs), The Oxford handbook of negation. Oxford : Oxford University Press. p. 563-573, 2020.
- (en) « An Information Structure scenario for V2 loss in Medieval French ». Diachronica 38,2, p. 189-209, 2021.

En collaboration
- Dominique Lagorgette, « Sémantique et pragmatique de l'insulte ». Langue française no 144, 2004.
- (en) Patrick J. Duffley, « Anyone for non-scalarity ? », English Language and Linguistics 14,1, p. 1-17, 2010.
- (en) Patrick J. Duffley, « The emergence of implicit meaning: Scalar implicatures with some ». International Journal of Corpus Linguistics 19,4, p. 526-544, 2014.
- Florence Lefeuvre, « Subordination en français vernaculaire ». Langue française no 196, 2017.
- Alexander Guryev, « La forme des interrogatives en français ». Langue française no 212, 2021.